# 罗氏阿园蛛
罗氏阿园蛛（学名：Anepsion roeweri）为园蛛科阿园蛛属的动物。分布于菲律宾、台湾岛等地。